# Джибали
„Джибали“ (на турски: Cibali) е квартал на Истанбул, разположен в градска околия Фатих. Общата му площ е 0,28 км2. Според данни на Адресната система за регистриране на населението (ABPRS) към 2024 г. населението на „Джибали“ е 6979 жители.